# Emiel Puttemans

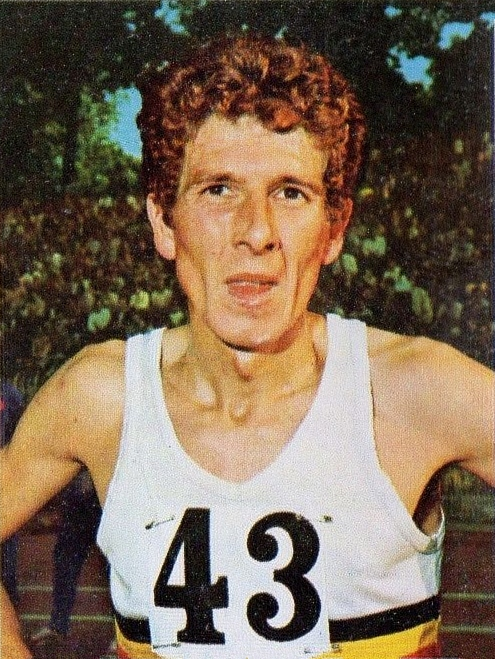
Retrato de Emiel Puttemans.

Emiel Puttemans (Vossem, Bélgica, 8 de octubre de 1947) es un atleta belga retirado de medio fondo y fondo. Durante su carrera logró batir tres récords del mundo, los de 3.000 m (7:37.6) y 5.000 m (13:13) en 1972 y el de las dos millas en 1971 (8:17.8). Participó en los Juegos Olímpicos de Múnich en 1972 donde logró la medalla de plata en los 10.000 m y el quinto puesto en los 5000 m.
- Datos: Q723082
- Multimedia: Emiel Puttemans / Q723082